# Џандрљиви муж (филм из 1967)
„Џандрљиви муж“ је југословенски телевизијски филм из 1967. године. Режирао га је Здравко Шотра, а сценарио је писан према истоименом делу Јована Стерије Поповића.

## Радња
Јован Стерија Поповић описује намћора Максима и његово некоректно понашање према својој другој жени, Софији. Било шта што Софија уради, или каже, изазива провалу љутње код Максима. Мада се Софија свим силама труди да угоди мужу, он је све незадовољнији. Међутим, и Софијина трпељивост има граница, после разговора с Максимовим братом Јевремом, Софија одлучује да промени понашање. Супротставља се Максимовој кућној тиранији и започиње битку за признање права жене, домаћице. Та њена борба постаје јоз заснованија, када месне власти одлуче да изаберу најбољу жену у варошици.

## Улоге
| Глумац            | Улога            |
| ----------------- | ---------------- |
| Фрања Живни       | Максим           |
| Добрила Шокица    | Софија           |
| Иван Хајтл        | Митар            |
| Стеван Шалајић    | Јеврем (генерал) |
| Драгиша Шокица    | Никола           |
| Мира Бањац        | Мага             |
| Тихомир Плескоњић | Светозар         |
| Даница Кучуловић  | Лепосава         |